# Stanisław Santor

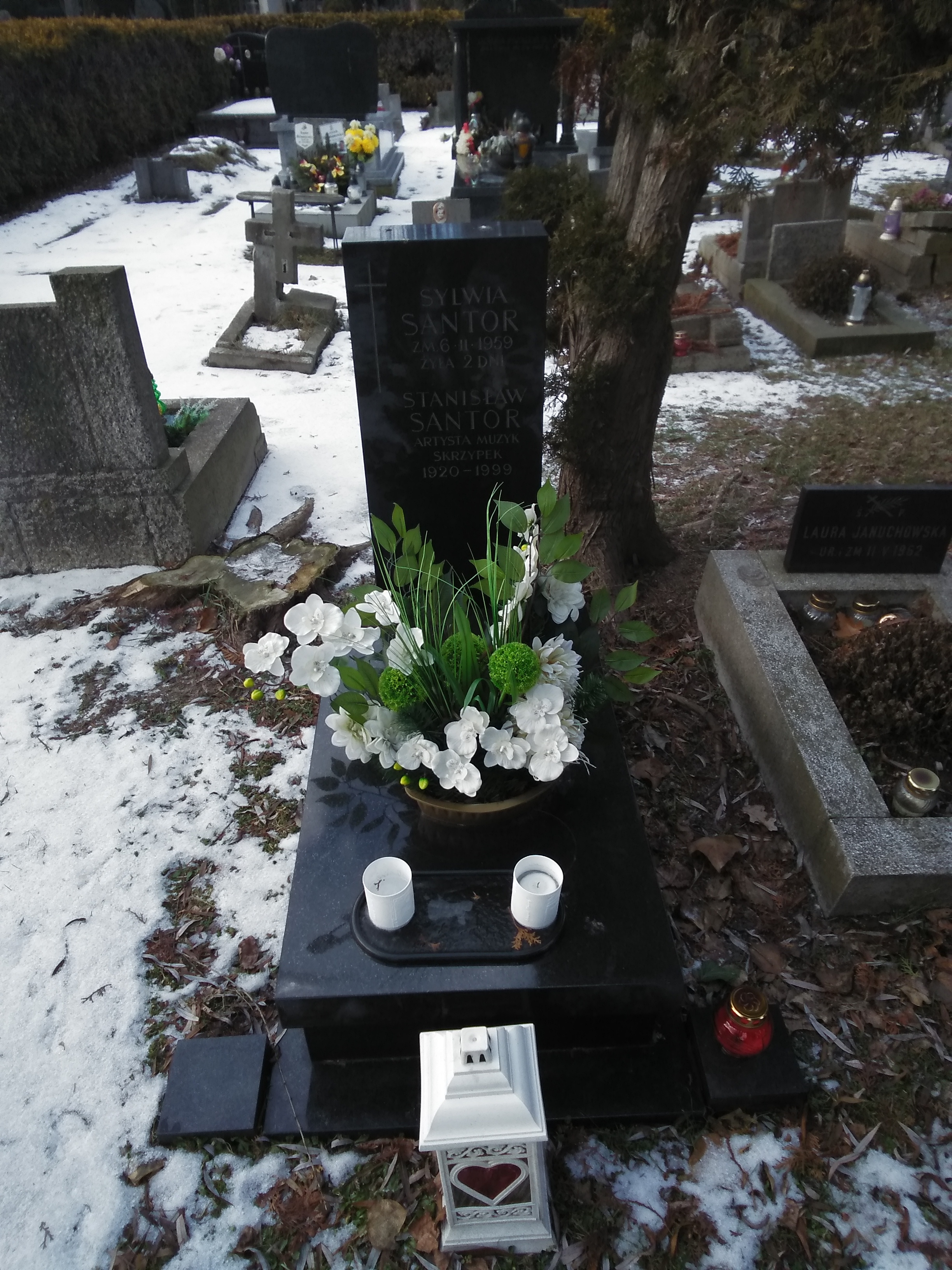
Grób Santora na Cmentarzu Wojskowym na Powązkach (2019)

Stanisław Santor (ur. 29 marca 1922 w Suwałkach, zm. 6 stycznia 1999 w Warszawie) – polski skrzypek, koncertmistrz Orkiestry Polskiego Radia w Warszawie.

## Życiorys
Studiował w klasie skrzypiec u profesora Józefa Jarzębskiego, w warszawskim Konserwatorium. W latach 1944–1945 pracował przymusowo w kamieniołomach w obozie Peterscheim.
Po wojnie przyjechał na krótko do Warszawy, a następnie przeniósł się do Łodzi. Tam rozpoczął pracę w Filharmonii Łódzkiej w orkiestrze pod dyrekcją Zdzisława Górzyńskiego. W 1947 wrócił do Warszawy, gdzie został zaangażowany do orkiestry Filharmonii Warszawskiej. Po dwóch latach odszedł i rozpoczął pracę w Polskiej Orkiestrze Radiowej pod dyrekcją Stefana Rachonia. Był koncertmistrzem tej orkiestry w latach 1949–1974 i 1978–1980. W latach 50. występował także gościnnie z orkiestrą Państwowego Zespołu Ludowego Pieśni i Tańca „Mazowsze”.
Nagrania Stanisława Santora znaleźć można w archiwach Polskiego Radia oraz na wielu płytach z udziałem Orkiestry Stefana Rachonia. 
Stanisław Santor był mężem Ireny Santor. Ich małżeństwo z powodu przedwczesnej śmierci córeczki Sylwii zakończyło się rozwodem.
Stanisław Santor został pochowany na Cmentarzu Wojskowym na Powązkach w Warszawie (kwatera: F IV rząd: 12, grób: 10D).

## Nagrania z udziałem Stanisława Santora
- LP Vivaldi, Martini, Albinoni Veriton SXV 723
- CD Muzyka mistrzów baroku i klasycyzmu MTJ 12501